# Remigius Machura
Remigius Machura (Rychnov nad Kněžnou, 3 luglio 1960) è un ex pesista cecoslovacco, campione mondiale indoor nel 1985 e due volte campione europeo indoor (1985, 1988).
Ha ricevuto una squalifica per doping di due anni nel 1985 per uso di steroidi anabolizzanti.

## Biografia
Durante la sua carriera sportiva ebbe vari importanti successi, come il bronzo conquistato nella prima edizione dei campionati mondiali ad Helsinki e la medaglia d'oro nella prima edizione dei campionati mondiali indoor.
Ha inoltre rappresentato il suo paese alle Olimpiadi di Seul 1988 dove ha concluso in quinta posizione.
Il suo record personale e di 21,93 metri, ventesimo risultato nella lista mondiale di tutti i tempi, che è ancora il record nazionale ceco.
Ha un figlio, Remigius, anch'egli un lanciatore del peso, che, nel settembre 2010, ha avuto una squalifica di due anni per doping.

## Doping
Dopo un'iniziale squalifica a vita subita nel 1985, dopo la positività allo stanozololo durante i controlli antidoping svolti in Coppa Europa, due anni dopo è stato reintegrato.
Dopo il ritiro dall'attività sportiva, ha apertamente ammesso di aver usato sostanze proibite durante tutta la carriera.
Nel 2000, un'inchiesta guidata dal Dr. Jan Hnízdil ha rivelato un programma segreto di somministrazione di doping da parte dello Stato Cecoslovacco durante buona parte degli anni '70 e tutti gli anni '80.
In questi anni gli atleti cecoslovacchi vennero costretti a fare uso di doping.
Machura ha apertamente ammesso di aver fatto parte di questo programma sin dal 1978, iniziando ad assumere regolarmente doping dal 1981, sostenendo poi che moltissimi altri atleti ne sono stati coinvolti.

## Record nazionali
- Getto del peso 21,93 m ( Praga, 23 agosto 1987) ex-
- Getto del peso indoor 21,79 m ( Praga, 13 febbraio 1985)

## Palmarès
| Anno | Manifestazione   | Sede         | Evento           | Risultato | Misura  | Note                     |
| ---- | ---------------- | ------------ | ---------------- | --------- | ------- | ------------------------ |
| 1979 | Europei juniores | Bydgoszcz    | Getto del peso   | Oro       | 18,34 m |                          |
| 1979 | Europei juniores | Bydgoszcz    | Lancio del disco | 5º        | 52,40 m |                          |
| 1980 | Europei indoor   | Sindelfingen | Getto del peso   | 4º        | 18,56 m |                          |
| 1981 | Europei indoor   | Grenoble     | Getto del peso   | 5º        | 19,22 m |                          |
| 1982 | Europei indoor   | Milano       | Getto del peso   | Argento   | 20,07 m |                          |
| 1982 | Europei          | Atene        | Getto del peso   | Bronzo    | 20,59 m |                          |
| 1983 | Europei indoor   | Budapest     | Getto del peso   | 8º        | 18,47 m |                          |
| 1983 | Mondiali         | Helsinki     | Getto del peso   | Bronzo    | 20,98 m |                          |
| 1984 | Europei indoor   | Göteborg     | Getto del peso   | 4º        | 20,11 m |                          |
| 1985 | Europei indoor   | Atene        | Getto del peso   | Oro       | 21,74 m | Record dei campionati    |
| 1985 | Mondiali indoor  | Parigi       | Getto del peso   | Oro       | 21,22 m |                          |
| 1985 | Universiadi      | Kōbe         | Getto del peso   | Oro       | 21,13 m | Record delle Universiadi |
| 1987 | Mondiali         | Roma         | Getto del peso   | 4º        | 21,39 m |                          |
| 1988 | Europei indoor   | Budapest     | Getto del peso   | Oro       | 21,42 m |                          |
| 1988 | Olimpiadi        | Seul         | Getto del peso   | 5º        | 20,57 m |                          |
| 1990 | Europei indoor   | Glasgow      | Getto del peso   | 6º        | 19,38 m |                          |

## Campionati nazionali

### Cecoslovacchia
- 7 volte campione nazionale nel getto del peso (1983/1985, 1987/1990).
- 5 volte campione nazionale indoor nel getto del peso (1982, 1984/1985, 1988, 1990).